# 琴泰岬規則

紅色部分是琴泰岬半島

琴泰岬規則（英語：Mull of Kintyre rule）是傳說中由英國電影分級委員會（BBFC）制定的猥褻物非正式規則。這一規定要求影視作品中陰莖的勃起角度不得比蘇格蘭的琴泰岬半島更大。據胡爾大學的約翰博伊魯斯教授稱，BBFC是在1992年制定了這項規則。但另一方面，BBFC在2000年否定了有這一規則。